# Azendohsauridae
Famille
Genres de rang inférieur
- † Azendohsaurus Dutuit[2], 1972, genre type
- † Pamelaria Sen[3], 2003
- † Shringasaurus Sengupta et al.[4], 2017
- † ? Malerisaurus

Les Azendohsauridae (azendohsauridés en français) forment une famille éteinte d'archosauromorphes herbivores, du clade des allokotosauriens,.
Ils sont connus en Afrique avec le genre Azendohsaurus (Maroc et Madagascar) dans le Trias supérieur (Ladinien supérieur et Carnien), et en Inde avec les genres Pamelaria et Shringasaurus qui ont vécu au Trias moyen (Anisien). Le genre a donc existé au moins d'il y a environ 246,7 à ≃227,3 millions d'années.

## Étymologie
Le nom de la famille est dérivé du nom du genre type Azendohsaurus qui combine le nom d'un village du Maroc, « Azendoh », où il fut découvert pour la première fois, associé au grec ancien « saûros » qui signifie « lézard » pour donner « lézard d'Azendoh ».

## Description
Ce sont des herbivores massifs avec de longs cous et de petites têtes d'une longueur totale de 1,50 à 4 mètres (4 mètres pour le genre Shringasaurus), et une masse de 40 à 200 kg. Leurs pattes arrière sont plus longues que leurs pattes antérieures. Le genre Shringasaurus présente des cornes supra-orbitales singulières, qui ressemblent à celles de certains dinosaures cératopsidés.

## Classification
La famille des Azendohsauridae a été créée par Nesbitt (d) et son équipe en 2015 à partir de la description d'un nouveau fossile d'Azendohsaurus madagaskarensis.
S. Sengupta, M. D Ezcurra et S. Bandyopadhyay en 2017, à la suite de la découverte et de la description d'un nouveau genre d'archosauromorphes en Inde, Shringasaurus, dont les restes fossiles sont très complets, ont confirmé la monophylie et la validité de ce taxon.